# Ilkka Kuusisto
Ilkka Taneli Kuusisto (Helsinki, 26 aprile 1933 – Helsinki, 20 febbraio 2025) è stato un compositore e organista finlandese.

## Biografia
Fu direttore generale dell'opera nazionale finlandese dal 1984 al 1992. Era padre di Jaakko Kuusisto e Pekka Kuusisto.

## Composizioni

### Musica per orchestra
- Sinfonia n. 1 (1998)
- Concertino improvvisando per violino e piccola orchestra (2006)
- Kun talo alkka solda (1992)

### Opere
- Muumiooppera 1974
- Miehen kylkiluu 1977
- Sota valosta 1980
- Jääkäri Ståhl 1981
- Pierrot ja yön salaisuudet 1991
- Postineiti 1992
- Neiti Julie 1994
- Gabriel, tule takaisin! 1998
- Isänmaan tyttäret 1998
- Nainen kuin jäätynyt samppanja 1999
- Kuninkaan sormus 2000
- Pula! 2002
- Matilda ja Nikolai 2003
- Kotia kohti 2006
- Vapauden vanki 2006
- Taipaleenjoki 2009